# Sonia Sebastián
Sonia Sebastián es una directora, guionista, productora y actriz española. Es conocida internacionalmente por su serie web Chica busca chica, que también fue la primera serie web online en España. Dirigió un largometraje en 2015 llamado De chica en chica.